# Heishan (ort i Kina)
Heishan är en ort i Kina. Den ligger i provinsen Liaoning, i den nordöstra delen av landet, omkring 110 kilometer väster om provinshuvudstaden Shenyang.
Runt Heishan är det ganska tätbefolkat, med 239 invånare per kvadratkilometer. Närmaste större samhälle är Zhong'an, 14,5 km sydväst om Heishan. Trakten runt Heishan består till största delen av jordbruksmark.
Genomsnittlig årsnederbörd är 847 millimeter. Den regnigaste månaden är juli, med i genomsnitt 199 mm nederbörd, och den torraste är januari, med 7 mm nederbörd.